# Hällby landskommun
Hällby landskommun var en tidigare kommun i Södermanlands län.

## Administrativ historik
Kommunen bildades som storkommun vid kommunreformen 1952 genom sammanläggning av en del av Torshälla landskommun samt kommunerna Tumbo och Råby-Rekarne.
Den ägde bestånd fram till utgången av år 1970, varefter dess område gick upp i Eskilstuna kommun.
Kommunkoden var 0418.

### Kyrklig tillhörighet
I kyrkligt hänseende tillhörde kommunen Torshälla landsförsamling (namnändrades Hällby församling 1970) samt församlingarna Råby-Rekarne och Tumbo.

## Geografi
Hällby landskommun omfattade den 1 januari 1952 en areal av 93,59 km², varav 93,15 km² land. Efter nymätningar och arealberäkningar färdiga den 1 januari 1961 omfattade landskommunen samma datum en areal av 93,48 km², varav 92,95 km² land.

### Tätorter i kommunen 1960
| Tätort             | Folkmängd |
| ------------------ | --------- |
| Hällbybrunn        | 1 614     |
| Kvicksund, del ava | 244       |
| Rekarne            | 214       |

Tätortsgraden i kommunen var den 1 november 1960 65,6 procent.

## Politik

### Mandatfördelning i valen 1950-1966
| 17 | 6 | 6 |  |

| 26 |

|  | 16 | 5 | 6 | 2 |

| 25 | 5 |

| 16 | 5 | 5 | 4 |

| 26 |

|  | 15 | 5 | 6 | 3 |

| 26 |

|  | 14 | 6 | 6 | 3 |

| 24 | 6 |